# Nässjö (stad)
Nässjö is de hoofdstad van de gemeente Nässjö in het landschap Småland en de provincie Jönköpings län in Zweden. De stad heeft 16.643 inwoners (2005) en een oppervlakte van 1141 hectare.
De stad groeide sterk toen in 1864 werd besloten de spoorlijn tussen Malmö en Falköping door de plaats te laten lopen. Pas in 1914 kreeg Nässjö stadsrechten. De stad is een "echte" industriestad en er is onder andere veel houtverwerkende industrie te vinden.
In Nässjö liggen verschillende kleine meren, zoals het Handskerydsjön en het Ingsbergssjön, ook is de ongeveer 300 meter boven de zeespiegel gelegen stad de hoogst gelegen stad van het zuiden van Zweden. Er is onder andere een museum over spoorwegen in de plaats te vinden.

## Verkeer en vervoer
Bij de plaats lopen de Riksväg 31, Riksväg 40 en Riksväg 47.
Er komen verschillende spoorwegen samen in de plaats. De stad ligt aan een station van de spoorlijnen Katrineholm - Malmö, Falköping - Nässjö, Katrineholm - Nässjö, Falköping - Nässjö, Halmstad - Nässjö en Hultsfred - Nässjö.

## Geboren
- Johan August Brinell (1849-1925), metallurg
- Peter Larsson (1961), voetballer